# Kolumbia na Letnich Igrzyskach Olimpijskich 1948
Kolumbię na Letnich Igrzyskach Olimpijskich 1948 reprezentowało 6 zawodników (6 mężczyzn). Był to 3. start reprezentacji Kolumbii na letnich igrzyskach olimpijskich.

## Reprezentanci

### Lekkoatletyka
| Zawodnik       | Konkurencja                | Eliminacje | Eliminacje | Ćwierćfinał   | Ćwierćfinał   | Półfinał      | Półfinał      | Finał         | Finał         |               |               |
| Zawodnik       | Konkurencja                | Czas       | Miejsce    | Czas          | Miejsce       | Czas          | Miejsce       | Czas          | Miejsce       |               |               |
| -------------- | -------------------------- | ---------- | ---------- | ------------- | ------------- | ------------- | ------------- | ------------- | ------------- | ------------- | ------------- |
| Jaime Aparicio | Bieg na 400 m              | 50.8       | 4.         | Nie awansował | Nie awansował | Nie awansował | Nie awansował | Nie awansował | Nie awansował |               |               |
| Jaime Aparicio | Bieg na 400 m przez płotki | 55.1       | 4.         | —             | —             | Nie awansował | Nie awansował | Nie awansował | Nie awansował | Nie awansował | Nie awansował |
| Mario Rosas    | Bieg na 400 m              | 51.4       | 4.         | Nie awansował | Nie awansował | Nie awansował | Nie awansował | Nie awansował | Nie awansował |               |               |
| Mario Rosas    | Bieg na 400 m przez płotki | 55.9       | 5.         | —             | —             | Nie awansował | Nie awansował | Nie awansował | Nie awansował | Nie awansował | Nie awansował |

### Pływanie
| Zawodnik      | Konkurencja            | Eliminacje | Eliminacje | Półfinał      | Półfinał      | Finał         | Finał         |
| Zawodnik      | Konkurencja            | Czas       | Miejsce    | Czas          | Miejsce       | Czas          | Miejsce       |
| ------------- | ---------------------- | ---------- | ---------- | ------------- | ------------- | ------------- | ------------- |
| Luis Child    | 400 m stylem dowolnym  | 5:08.5     | 27.        | Nie awansował | Nie awansował | Nie awansował | Nie awansował |
| Luis Child    | 1500 m stylem dowolnym | 20:47.0    | 23.        | Nie awansował | Nie awansował | Nie awansował | Nie awansował |
| Luis González | 400 m stylem dowolnym  | 5:02.1     | 24.        | Nie awansował | Nie awansował | Nie awansował | Nie awansował |
| Luis González | 1500 m stylem dowolnym | 20:40.6    | 3.         | 20:41.6       | 13.           | Nie awansował | Nie awansował |

### Szermierka
- Emiliano Camargo
- Alfonso Ahumada